# Karol Kołtaś
Karol Kołtaś (ur. 24 stycznia 1961) – polski kombinator norweski i skoczek narciarski, zawodnik Wisły-Gwardii Zakopane
Pochodził z Chochołowa, w 1980 wystąpił na mistrzostwach świata juniorów, gdzie uplasował się na ósmym miejscu w konkurencji drużynowej.
Wraz z Tadeuszem Bafią i Januszem Guńką wystąpił na Mistrzostwach Świata 1985, gdzie zajął szóste miejsce w drużynowym konkursie kombinacji.
Na Mistrzostwach Polski w Skokach Narciarskich 1982 w Zakopanem zdobył srebrny medal w konkursie drużynowym. Trzy lata później nie znalazł się w pierwszej drużynie klubu, która zdobyła tytuł mistrzowski. Z rezerwowym zespołem zajął szóste miejsce
Na Mistrzostwach Polski 1987 zdobył ponownie srebrny medal w konkursie drużynowym w Wiśle.